# María Silva
María Silva (eigentlich María Jesús Marín Rodríguez, * 16. August 1941 in Palencia; † 17. März 2023) war eine spanische Schauspielerin.

## Leben
Da Silva als Model arbeitete, wurde der Film auf sie aufmerksam, wo sie 1959 für Un gran señora erstmals verpflichtet wurde. Bis in die 1990er Jahre spielte sie daraufhin meist kleinere Rollen in über 40 Produktionen. Größere Bekanntheit fand sie durch ihre Fernsehauftritte, so Ende der 1960er Jahre in einigen Zarzuelas des Regisseurs Juan de Orduña, später in Serien wie Novela oder El baile. 1991 verließ die mit dem Regisseur José Grañena verheiratete Silva die aktive Bühne und wurde Schauspielagentin.
Pseudonyme Silvas waren Mara Silva, Mary Silvers und Maria Sylva.

## Filmografie (Auswahl)
- 1959: Un gran señora
- 1961: Schreie durch die Nacht (Gritos en la noche)
- 1962: Due contro tutti
- 1962: Zorro – das Geheimnis von Alamos (La venganza del Zorro)
- 1963: Einer rechnet ab (Los cuatreros)
- 1964: La carga de la policía montada
- 1967: Fedra West
- 1967: Die sich in Fetzen schießen (Dio non paga il sabato)
- 1970: Entführt Rommel! (Consigna: matar al comandante en jefe)
- 1970: … und Santana tötet sie alle (Un par de asesinos)
- 1971: Die Nacht der reitenden Leichen (La noche del terror ciego)
- 1974: Nacktes Entsetzen (Un par de zapatos del '32)
- 1981: La venganza del Lobo Negro
- 1991: Taller mecánico (Fernsehfilm)